# Pedro Echeverría
Saturnino Echeverría, alias Tandilero (Tandil, 13 de julio de 1871-¿?, siglo XX), fue un pelotari argentino.

## Biografía
Natural de la localidad argentina de Tandil, a la que debía su apodo, estudió en el colegio de San Luis de Irún, en Guipúzcoa, y en la Escuela de Comercio de Bilbao. Extendió su carrera deportiva a España a raíz de la inauguración del madrileño frontón Jai Alai. Toda su trayectoria estuvo ligada a la de Saturnino Echeverría, alias Muchacho, con quien acostumbró a formar pareja. Sobre la manera en la que se complementaban delantero y zaguero escribía Benito Mariano Andrade en Carácter y vida íntima de los principales pelotaris (1894):

El juego de Tandilero es sobrio como su persona; parado y tranquilo como sus palabras y manera de hacer las cosas; elegante como su figura. El de Muchacho es impetuoso como su temperamento; vivo como sus nervios; inocente como su alma de niño. El primero es serio y callado; el segundo alegre y locuaz; aquél reserva muchas veces sus fuerzas en el partido para cuando haya menester de ellas; éste es capaz de reventar en el primer tanto; Pedro nunca se ha caído en la cancha; Saturnino rueda en cada partido cinco ó seis veces, haciendo contorsiones y aspavientos muy semejantes á los que tanto popularizaron á Tony Grice. El zaguero apenas mira al público en el transcurso del partido; el delantero danza de un lado á otro en los entretantos, habla, gesticula prodiga sonrisas... El de Tandil, aunque esté desgraciado en una jugada no hace ademanes de desesperación ni señales de rabia; el de Berrobi se retuerce, y en escorzos semicómicos mira al cielo en señal de desesperación...
(Andrade, 1894, pp. 44-45)